# Cetatea Gherla
Cetatea Gherla (Cetatea Martinuzzi) a fost construită în 1540, la ordinul episcopului de Oradea Gheorghe Martinuzzi, totodată cancelar și vistier la Curtea Regală maghiară. În clădire funcționează Penitenciarul Gherla.

## Istoric
Cetatea a fost înălțată pe malul drept al râului Someșul Mic, la o distanță de numai câțiva kilometri de ruinele castrului roman Secunda Pannoniorum și în vecinătatea micului sat Gherla, actual municipiu.
Sub conducerea arhitectului Domenico da Bologna (1540-1551), cetatea a fost ridicată sub forma unui patrulater cu bastioane de apărare la colțuri, înconjurat de ziduri groase de 3-4 metri și un șanț cu apă, iar intrarea și ieșirea din cetate se făcea pe un pod mobil (pe latura estică), existând și accesul prin o serie de tuneluri subterane. Drept materiale de construcție s-au folosit în principal pietere din ruinele cetății Ungurașului. De-a lungul timpului a intrat pe rând în posesia mai multor familii nobiliare, inclusiv a principilor Transilvaniei Sigismund Báthory (1580) și Gheorghe Rákóczi al II-lea (1648), devenind astfel reședința princiară.
La începutul secolului al XVII-lea cetatea Gherla nu mai prezenta importanță strategică, de aceea în 1706 a fost ștearsă din rândul cetăților de război. Cetatea a fost transformată inițial în cazarmă, fiind apoi abandonată și pusă la vânzare.
Pe 20 octombrie 1785 împăratul Iosif al II-lea a transformat cetatea Gherla în închisoare centrală pentru Transilvania (Carcer Magni Principatus Transilvaniae). Transformarea a urmat unei evadări în masă de la închisoarea din județul Trei Scaune, incident care a generat din partea nobilimii dorința de a crea o închisoare de securitate maximă în Ardeal.
Între anii 1857-1860 a fost construit pavilionul central ca loc special de deținere, cu 3 nivele deasupra intrării principale fiind amenajată locuința directorală formată din 6 încăperi, conform proiectului arhitecților bistrițeni Daniel Reschler și Johannes Reschler.
La 1 mai 1913 închisoarea este transformată în institut de prevenție pentru minori, unde aceștia studiau și învățau diverse meserii.
În timpul regimului comunist închisoarea Gherla a cunoscut două perioade distincte: 1945-1964 închisoare politică, respectiv 1964-1989 închisoare pentru deținuți de drept comun. Închisoarea Gherla, una dintre cele mai vechi din România a devenit după 1989 penitenciar de maximă siguranță.
De-a lungul timpului cetatea a purtat mai multe denumiri:
- 1540 - Novum castrum Balvanos vocatum
- 1542 - Wy Balvanos
- 1548 - Arcis Balwanyos
- 1553 - Wyvár (Cetatea Nouă)
- 1554 - Arx nostra Wyvár
- 1558 - Vivaroz
- 1599 - Zemos Ujvár
- 1632 - Szamos Ujwár